# Vararia alticola
Vararia alticola är en svampart som beskrevs av Corner & Boidin 1984. Vararia alticola ingår i släktet Vararia och familjen Lachnocladiaceae.   Inga underarter finns listade i Catalogue of Life.